# Kreis Minden-Lübbecke
Kreis Minden-Lübbecke är ett distrikt i nordöstra delen av Nordrhein-Westfalen. Större städer är Minden och Bad Oeynhausen.

## Infrastruktur
Igenom distriktet går motorvägarna A2 och A30.
1. ↑  hämtat från: italienskspråkiga Wikipedia.[källa från Wikidata]
2. ↑  läs online, www.landesdatenbank.nrw.de .[källa från Wikidata]
3. ↑  läs online, www.destatis.de .[källa från Wikidata]
4. ↑  hämtat från: tyskspråkiga Wikipedia.[källa från Wikidata]